# 彭衛照
彭衛照（英語：John Peng Wei-zhao；1966年—；聖名：若望）是中國籍天主教主教及中國天主教愛國會成員。現任江西餘江教區主教（2014年-），但中國官方僅承認他是江西教區輔理主教（2022年-）。

## 生平
彭衛照出生於1966年，在中國江西省。於1989年彭衛照在23歲時晉鐸。
2012年，46歲的彭衛照被時任教宗本篤十六世任命為江西餘江教區宗座署理，以暫代退休的地下教會團體曾景牧主教繼續管理餘江教區。
2014年，彭衛照在48歲時獲時任教宗本篤十六世任命為餘江教區正權主教，並於同年4月10日由地下教會團體主教秘密晉牧。但是，中國政府不承認他的主教身份，且於同年5月底被帶走，而信徒也在彭衛照被抓後陸續知道他的主教身份。同年11月13日下午彭衛照獲釋，但要求他三個月內定時到餘江教區位處的撫州市、吉安市和餘江縣相關部門報到，並不能離開江西省。
其後彭衛照加入由中國政府控制的中國天主教愛國會。2022年11月24日上午舉行江西教區輔理主教彭衛照就職儀式，由南昌總教區主教李穌光主持，中國天主教主教團副秘書長吳建林宣讀主教團批准書。江西省的教區神父、修女和教徒代表共200餘人出席就職儀式。
聖座獲悉消息後，於同月26日發表公告表示對於這次就職感到「意外和遺憾」，並指出聖座不承認由愛國會於1985年擅自將江西省內的五個教區合併成的江西教區，因此不承認這次江西教區輔理主教的就職。聖座希望類似事件不再重複，且不希望損害中梵就主教任命權達成的協議。